# Cythère, l'apprentie sorcière
Cythère, l'apprentie sorcière est une série de bande dessinée de fantasy de Fred, mettant en scène une jeune apprentie sorcière. Publiée dans Pif Gadget de 1978 à 1980, la série fait l'objet d'un recueil.

## Synopsis
Cythère (qui à l'origine s'appelait Siroderab) est une petite fille espiègle qui apprend la magie auprès de sa grand-mère. L'œuvre présente « l'univers onirique de l'auteur, son imagination foisonnante et ses références habituelles ».

## Albums
- Cythère l'apprentie sorcière, Éditions G. P., coll. Rouge et Or, 1980  (ISBN 2-261-00778-7). (BNF 34736738)
  - Réédition en 2014 sous le même titre, Dargaud,  (ISBN 9782205067316). (BNF 44218064)